# Shieldhill (Falkirk)
Pour les articles homonymes, voir Shieldhill.
Shieldhill est un village dans le Falkirk, en Écosse.